# グルコレセプター説
グルコレセプター説 (ぐるこれせぷたーせつ)とは、グルコースが膵臓のβ細胞の表面に存在する受容体（グルコレセプター）を刺激し、その活性化によりインスリン分泌を刺激するという説。

## 概要
古くからこのような考え方は存在したが、1974年に Niki らは、β細胞がグルコースのαアノマーとβアノマーを識別することを示し、グルコレセプターによる識別であろうと注目された。その後、Niki らは、①糖尿病においてこのα、βアノマーの識別能が障害されている、②β細胞はグルコースだけでなくマンノースのα、βアノマーをも識別する、③α、βアノマーを識別することのできる味蕾の甘味受容体の阻害剤がβ細胞においてもグルコース作用を抑制することなどを明らかにした。一方、これに対してMalaisseは解糖系の酵素がα、βアノマーを識別すると提唱し、またMatchinsky[3]はグルコキナーゼがα、β識別能をもつと主張し、代謝説でこの現象を説明しようとした。1990年代に入り、次第に代謝説が学界の主流を占めるようになり、グルコレセプター説は忘れ去られてしまった。
2009年、Nakagawa らは、β細胞に甘味受容体が発現していることを明らかにした。その後、甘味受容体が①グルコースを認識するグルコース感知受容体として機能すること、②その活性化によりグルコース代謝が促進することが示された。つまり、グルコースはβ細胞表面のグルコース感知受容体を刺激して代謝を活性化すると同時に、細胞内に取り込まれて代謝を受け作用を発揮するという新たな作用機構が判明した。今日では、代謝説の重鎮からも、代謝説とグルコレセプター説は融合しうるという考え方が提唱されている。